# Гута-Шершнівська
Гута-Шершнівська — село в Україні, у Сутисківській селищній громаді Вінницького району Вінницької області. Населення становить 92 особи.

## Географія
Село розташоване у Вінницькому районі на правому березі р. Південний Буг за 4 км по відсипній дорозі на захід від селища Тиврів та автошляху Т 0212 та за 2 км на схід по польовій дорозі уздовж лісу від с. Шершні та автошляху Т 0242. Найближча залізнична станція Гнівань — в 23 км. Найближчі мости через р. Південний Буг — за 6 км під Тивровом на трасі Т 0212 та — за 4 км по польовій дорозі через Шершні на Сутиски.
```
Сусідні населені пункти:
```

## Історія
Село відоме з початку XVІІІ ст. Початкова його назва — Склярівка. Подальша назва — Гута-Шершнівська — пов'язана з гутництвом, промислом з виробництва скла, яке почало поширюватися в регіоні у XVІІІ ст., а також з близькою відстанню поселення від р. Гутянки (Черемошної) та традиційним тяжінням до найближчого великого села — Шершні, фільварком якого була і фактично залишається дотепер Гута-Шершнівська.

Під час панщини село разом з Шершнями переходить до поміщиків Ярошинських, потім — Собещанських, опісля до Гейденів. Годувальником села були річка і ліс, який оперізує село з трьох сторін — власне Гута-Шершнівський та Тиврівський.

За радянських часів сільськогосподарські землі громади використовувалися різними колгоспами з конторами в Тиврові, Шершнях, Василівці. У 60-70 роки ХХ ст. на сільській фермі розводили вівці.

Мальовнича навколишня природа, прибережна річна смуга, ліси у 2008 р. віднесені до утвореного тоді об'єкту природно-заповідного фонду загальнодержавного значення — регіонального ландшафтного парку «Середнє Побужжя».

## Галерея
|                        |
| Краєвид в поблизу села |

|                                         |
| Рибальство – традиційний промисел селян |

|                                       |
| Вигляд на Південний Буг в районі села |